# Paul-Félix Armand-Delille
Paul-Félix Armand-Delille (3 juillet 1874 à Fourchambault, Nièvre - 4 septembre 1963 à Maillebois, Eure-et-Loir) est un médecin, bactériologiste, professeur, membre de l'Académie nationale de médecine et vice-président de la Société de biologie. Il est essentiellement connu pour avoir accidentellement provoqué l'effondrement de la population de lapins à travers une grande partie de l'Europe et au-delà dans les années 1950 en ayant fait diffuser en leur sein le virus de la myxomatose.

## Biographie
Né à Fourchambault dans le centre de la France, Paul-Félix Armand-Delille étudie la médecine et obtient son doctorat en 1903. Il devient professeur à la faculté de médecine de Paris, spécialisé dans les maladies infectieuses chez les enfants.
En 1904, il épouse la fille aînée du châtelain de Maillebois, Edmée Latham, soeur d'Hubert Latham, pionnier de l'aviation française. 
Au cours de la Première Guerre mondiale, il effectue d'importants travaux sur le paludisme, pour lesquels il est fait commandeur de la Légion d'honneur.
Lauréat en 1943 du prix Fabien pour son Traité de service social écrit en 1939, il est ensuite élu membre de l'Académie nationale de médecine en 1944.

### Dissémination du virus de la myxomatose
C'est après son départ à la retraite que les événements pour lesquels il est devenu célèbre ont lieu. À la suite du succès d'une expérience réalisée à grande échelle en Australie, en 1952, il décide d'introduire le virus dans les 300 hectares de la propriété de son château de Maillebois en Eure-et-Loir. Il estime le lieu suffisamment clos pour éviter toute propagation.
Après avoir inoculé à deux lapins des virus acquis auprès d'un laboratoire de Lausanne, il réussit rapidement à éradiquer la population sur son domaine, avec 98 % de morts en seulement six semaines.
Toutefois, quatre mois plus tard, la découverte d'un cadavre de lapin infecté à 50 km laisse penser que le virus s'est échappé,.
Dans l'année qui suit, en France, 45 % des lapins sauvages meurent de la maladie ainsi que 35 % des lapins domestiques. La maladie se propage au reste de l'Europe de l'ouest, détruisant les populations de lapins aux Pays-bas, en Belgique, en Italie, en Espagne, en Grande-Bretagne, et jusqu'en Afrique du nord. L'effet sur la population de lapins en France est catastrophique. Au cours des quatre années qui suivent la dissémination du virus, le nombre total de lapins abattus par les chasseurs diminue de 98 %.
Armand-Delille se trouve alors à la fois condamné par les chasseurs et félicité par les agriculteurs et les forestiers. Poursuivi par la justice en janvier 1955, il est reconnu coupable et condamné à une amende de 5 000 francs. Cependant, en juin 1956, il est récompensé d'une médaille d'or par Bernard Dufay, directeur général honoraire des Eaux et Forêts. La médaille le représente sur une face, un lapin mort figurant sur l'autre face.
La maladie a aussi touché les prédateurs des lapins, en particulier le lynx ibérique. 
En 2005, le HM Land Registry (en), le registre foncier du Royaume-Uni, a mené une enquête sur 16 000 hectares et a conclu à un triplement de la population tous les deux ans, résultat de l'augmentation de la résistance génétique au virus.

## Distinctions
- Commandeur de la Légion d'honneur